# نك بيزولاتو
نيكولاس أوستن أو «نِك» بيزّولاتو Nic Pizzolatto، ولد في 18 أكتوبر عام 1975. هو روائي أمريكي، وكاتب قصص قصيرة، وكاتب سيناريوهات ومنتج.
يعد أبرز الأعمال له حتى الآن هو مسلسل دراما الجريمة المحقق الفذ، والذي يتم عرضه على قناة HBO التلفزيونية، بينما أشهر رواية له هي روايته الأولى المستنقع galveston.

## النشأة
ولد نك بيزولاتو في لويزيانا,نيو أورليانز، من عائلة فقيرة كاثوليكية من الطبقة العاملة، حيث كان والده محاميا، بينما كانت أمه معلمة حتى أصبح عمر نك ست سنوات. انتقل بيزولاتو مع عائلته إلى المناطق الريفية بليك تشارلز. دائما ما كره نك موطنه الأصلي، ووصفه بصفات غير لائقة، حيث كان العنف منتشرا هناك، إضافة إلى التعصب الديني، وانتشار الأمية، وعدم وجود كتب أو أية مصادر للعلم، لهذا السبب غادر نك بيزولاتو موطنه الأصلي بلا عودة، حيث لم يعد حتى لزيارة والديه موضحا السبب وراء ذلك، حيث أنه ربط شعور العودة إلى وطنه بصدمات شديدة، صدمات جسدية كما وصفها نك بنفسه. في فترة نشأته، انشغل نك في وقت فراغه بالطبيعة، حيث كان يقضي معظم وقته هناك بين الأشجار، حتى أصبح مولعا بالفن, حين قال أنه كان يستخدمه للهروب من محيطه وواقعه المرير.
تخرج بيزولاتو من مدرسة القديس لويس الكاثوليكية الثانوية عام 1993، ثم غادر منزله ليلتحق بجامعة ولاية لويزيانا بمنحة دراسية للفنون البصرية. توفي البروفيسور الذي كان يعتبره المرشد والموجّه الخاص به بعد تخرجه من الجامعة بشهادة في اللغة الإنجليزية والفلسفة. توقف بيزولاتو بعد ذلك عن الكتابة، فانتقل إلى أوستن,تكساس ليعمل كساق في أحد الحانات وككاتب تقني لمدة أربع سنوات. التحق بعد ذلك ببرنامج MFA بجامعة أركانساس للكتابة الإبداعية، ثم حصل على زمالة ' ليلي بيتر ' في الشعر مع زمالة أخرى عام 2003، ثم تخرج عام 2005

## مسيرته المهنية

### القصص القصيرة
كتب نك قصتين حينما كان يكمل برنامجه MFA في جامعة أركانساس، وهما ' الطيور الأشباح ghost-birds و ما بين هنا والبحر الأصفر between here and the yellow sea عام 2004، حيث اختيرتا من بين القصص اللواتي وصلن إلى نهائيات جوائز ناشيونال ماغازين. وتلقت مجموعته ما بين هنا والبحر الأصفر عدة ترشيحات، حيث كانت من أفضل خمس مجموعات القصص الخيالية في السنة التي أنتجت بها من قبل مجلة الشعراء والكتّاب. و تلقت قصته المطلوب wanted man عدة تفضيلات عام 2009.

### الروايات
نشرت روايته الأولىالمستنقع Galveston عام 2010 و قد نشرت ترجمات إلى كل من فرنسا، وهونغ كونغ، وهولندا, و بلغاريا، وإيطاليا، والأرجنتين، والبرازيل، وإسبانيا، وبولندا، والبرتغال، وروسيا، وجمهورية التشيك، والنرويج، والمجر، والدول العربية. نالت الرواية ثلاث جوائز عام 2010، من بينها جائزة فرنسا لأول رواية أجنبية. ونالت عدة ترشيحات أخرى لجوائز عديدة.

### التدريس
قبل أن يقوم نك بإنشاء مسلسله المحقق الفذ، شرع في تدريس الأدب والخيال في جامعة جنوب كارولاينا ككاتب زائر، ومن ثم في جامعة شيكاغو عام 2008، ومن ثم انتقل إلى كاليفورنيا عام 2010 ليواصل أعماله التلفيزيونية.

### الكتابة التلفيزيونية
عام 2011 قام بكتابة حلقتين من مسلسل the killing، إلا أنه لم يكن راضيا عن الطريقة التي يتناغم بها المسلسل مع كتابه - الذين أصبح منهم - حيث أنه قد أوضح بنفسه عدم قدرته على مساعدة أفكار الآخرين، لذلك قرر أن يكون هو صاحب الفكرة الرئيسية.
عام 2012 قام بإنشاء مسلسل جديد خاص به يدعى المحقق الفذ، وقد تم بيعه بالكامل إلأى قناة HBO وقد تم الانتهاء من تصويره بالكامل في يونيو 2013, وقد تم عرضه في بداية عام 2014. حاز المسلسل على درجة عالية جدا من التقدير، حيث ترشح إلى العديد من الجوائز، وفاز بالعديد منها، وقد نال إعجاب النقاد والكثير من المشاهدين، حيث حصل على معدل مشاهدة يبلغ قدره 11.5 مليون متفرج للحلقة الواحدة، وهو أعلى رقم حصلت عليه الشبكة منذ عام 2001، رغم كونه غير صالح للمشاهدة العائلية.
وفي عام 2015 يونيو 21، تم عرض أول حلقة من الموسم الثاني للمسلسل، وقد نال بالفعل الكثير من الإعجاب إلا أنه لم ينل الإعجاب ولا الترشيحات الذي ناله الموسم الذي سبقه.

## الجوائز
حصلت مجموعته ما بين هنا والبحر الأصفر على منصب واحدة من أفضل خمس مجموعات قصص خيالية، بالنسبة لمجلة الشعراء والكتّاب. كان بيزولاتو أحد الكتاب الذين بلغو نهائيات جوائز ناشيونال ماغازين، بينما تم ضم قصته المطلوب إلى أفضل قصص الغموض الأمريكية. حصلت روايته الأولى المستنقع على ثلاث جوائز عام 2010، من بينها جائزة اكتشاف بارنز ونوبل، وجائزة أفضل أول رواية أجنبية بفرنسا، وجائزة أول رواية لكاتب غربي أمريكي. ترشح بيزولاتو لجائزة أفضل كاتب في مسلسل دراما من ضمن النسخة السادسة والستين من جوائز الإيمي. فاز بيزولاتو ومسلسل المحقق الفذ بجائزة نقابة كتاب أمريكا لأفضل مسلسل جديد. ترشح بيزلولاتو عام 2015 لجائزة نقابة منتجي أمريكا كأفضل منتج لمسلسل دراما. فاز بيزولاتو ومسلسل المحقق الفذ بجائزة الأكادمية البريطانية لأفضل مسلسل عالمي. عام 2015 تم إعلان اسمه في بريتيش جي كيو كأفضل كاتب في السنة.

## روابط خارجية
- نك بيزولاتو على موقع IMDb (الإنجليزية)
- نك بيزولاتو على موقع روتن توميتوز (الإنجليزية)
- نك بيزولاتو على موقع ألو سيني (الفرنسية)
- نك بيزولاتو على موقع أول موفي (الإنجليزية)
- نك بيزولاتو على موقع قاعدة بيانات الفيلم (الإنجليزية)
- نك بيزولاتو على موقع كينوبويسك (الروسية)